# Berislavići Malomlački
Berislavići Vrhički ili Malomlački su hrvatski feudalci od plemenitog roda Čubranića (de genere Ciprianorum), koji spominju se od još davne 1337. godine Pridjevak Vrhrički dobili su po svom posjedu Vrhriki (danas Vrlici). Prvotno su imali posjede na području srednjovjekovne Kraljevine Hrvatske, u županijama Hlivno i distriktu Vrhrika u kninskoj županiji, odakle su se povukli u vrijeme osmanskog vojnog napredovanja i krajem 15. stoljeća dobili posjed Mala Mlaka na prostoru Turopolja, po kojem su prozvani Malomlački, ali i u drugim dijelovima zagrebačke i varaždinske županije.
Prvi poznati član obitelji bio je Stjepan I. (r. oko 1380.), a njegovi sinovi Vuk (oko 1410. – oko 1448.) i Pavao (r. oko 1420.) spominju se 1435., odn. 1451. godine kao plemićki suci. Po doseljenju u nove krajeve istaknuo se Stjepan II. "Beryzlawich de Vrhreka" (o.1486.-o.1509.) u službi hrvatsko-ugarskog kralja Matijaša Korvina (1458. – 1490.) i njegova sina Ivaniša, kao kaštelan Lukavca i Medvedgrada, te kapetan medvedgradski, rakovečki i lukavečki. Naslijedio ga je sin Juraj koji je preuzeo nosi pridjevak Malomlački po obiteljskom imanju Maloj Mlaci. Jurjev sin Stjepan III. (o.1560. – 1628./30.) bio je zagrebački i križevački župan, hrvatski podban (1591. – 1596.) i vicepronotar Kraljevstva.
Stjepanov sin Franjo Aleksandar (o.1631. – 1678.) bio je kapetan grofa Petra Zrinskog i sudjelovao je u zrinsko-frankopanskoj uroti, ali ga je kralj Leopold I. Habsburg (1655. – 1705.) pomilovao 1671. godine.
Franjo Antun (o.1662. – 1710.), sin Stjepanova brata Ivana, bio je podkapetan banske čete i vojvoda u Degoju. Smrću njegova sina Jurja 1713. godine izumire rod Berislavića Malomlačkih u muškoj lozi

## Vanjske poveznice
- Rodoslov Berislavića Vrhričkih i Malomlačkih (od 15. do 18. stoljeća)
- Berislavići Vrhrički (Malomlački) Hrvatska enciklopedija
- Berislavići Vrhrički (Malomlački) – Hrvatski leksikon
- Hrvatski pobanovi i župani Zagrebačke i Križevačke županije od sredine 16. do sredine 18. stoljeća
- Rod Berislavića Vrhričkih i Malomlačkih (od 15. do 18. stoljeća)
- Raseljena plemićka obitelj za osmanske ugroze: Primjer Berislavića De Werhreka De Mala Mlaka (Drugi dio)